# شاتونوف غراس
شاتونوف غراس (بالفرنسية: Châteauneuf-Grasse)‏ هي بلدية فرنسية تقع في إقليم الألب البحرية من منطقة بروفنس ألب كوت دازور في جنوب شرق فرنسا. تبلغ مساحة هذه المدينة 8.95 (كم²)، وترتفع عن سطح البحر م، يبلغ عدد سكانها 3160 نسمة حسب إحصاء المعهد الوطني للإحصاء والدراسات الاقتصادية سنة 2009 م. وترأس Jean-Pierre Maurin البلدية خلال فترة (2008-2014).

## وصلات خارجية
- صفحة البلدية على موقع المعهد الوطني للإحصاء والدراسات الاقتصادية